# Войстомский сельсовет
Войстомский сельсовет — упразднённая административная единица на территории Сморгонского района Гродненской области Белоруссии.

## История
Упразднён 1 сентября 2016 года, все населённые пункты вошли в состав Вишневского сельсовета.

## Состав
Войстомский сельсовет включал 30 населённых пунктов:
- Бельково — хутор.
- Великополье — деревня.
- Войстом — агрогородок.
- Войстом — хутор.
- Дервели — деревня.
- Заболотье — деревня.
- Закрочье — хутор.
- Замостье — деревня.
- Катриново — хутор.
- Кулеши — деревня.
- Лемеши — деревня.
- Лозовка — деревня.
- Мицкевичи — деревня.
- Новое Село — деревня.
- Новосёлки — деревня.
- Окушковщина — хутор.
- Ордея — деревня.
- Острово — деревня.
- Полянка — хутор.
- Рацевичи — деревня.
- Ротковичи — деревня.
- Рудня — деревня.
- Селец — деревня.
- Селище — деревня.
- Студенец — деревня.
- Угляны — деревня.
- Хавсты — деревня.
- Шостаки — деревня.
- Щани — деревня.
- Ягодново — деревня.

## Упраздненные населенные пункты
- Мула (имение)